# Dietrich Kra
Dietrich Kra (... – post 1427) fu Landmarschall dell'Ordine di Livonia dal 1422 al 1427 e vice-maestro nel 1424.

## Biografia
Dietrich Kra proveniva dal distretto di Meissen, nei pressi di Lipsia. La sua famiglia si era già stabilità nella regione nel XII secolo.
Nel 1412, Kra iniziò ad assumere ruoli di rilievo nell'Ordine teutonico in Prussia. La sua progressione di carriera proseguì quando si spostò in Livonia, entrando a far parte dei cavalieri di Livonia. Nel 1420, Kra divenne commendatore di Jelgava e nel 1422 divenne presso Kuldīga. Nello stesso anno, assunse il ruolo di maresciallo (Landmarschall).
Nel 1424, assume temporaneamente il ruolo di Gran maestro sostituendo il morente Siegfried Lander von Spanheim e prima che fosse eletto Cisse von Rutenberg.
Si dimise dalla carica di Maresciallo un lustro dopo, dopodiché scompare dalle fonti.